# 柳文揚作品列表
柳文揚是當代中國大陸科幻類小說作家和散文家。處女作《黛茜救我》刊登于《科幻世界》1993年十二月刊，此後便長期成為該雜誌的供稿人。自2000年成為《科幻世界》旗下雜誌《驚奇檔案》主筆。

## 作品列表

### 《科幻世界》
1. 《戴茜救我》（1993年第十二期）
2. 《闪光的生命》（1994年第六期）
3. 《圣诞礼物》（1994年第七期）
4. 《我不认识我们的真面目》（1994年第十二期）
5. 《外祖父悖论》（1995年第三期）
6. 《我忘了什么》（1995年第十二期）
7. 《蒂》（1995年第十一期）
8. 《托马斯叔叔的推荐信》（1996年第四期）
9. 《真实的我和虚幻的她》（1996年增刊）
10. 《毒蛇》（1997年第七期）
11. 《断章：漫游杀手》（1998年第十一期）
12. 《去告诉她们》（1999年第四期）
13. 《去北方》（2000年第二期）
14. 《一线天》（2000年第八期）
15. 《时间足够你玩》（2000年第九期）
16. 《患者2047-9号》（2000年第四期）
17. 《冰盖》（2000年第一期）
18. 《雾中》（2001年第一期）
19. 《是谁长眠在此》（2001年第二期）
20. 《醒来》（2001年第六期）
21. 《兵车行》（2001年第七期）
22. 《仰望深渊》（2001年第十二期）
23. 《膜》（2002年第一期）
24. 《偶遇》（2002年第十一期）
25. 《一日囚》（2002年第十一期）
26. 《暗狱》（2006年第一期）
27. 《废楼十三层》（2006年第十一期）

### 《驚奇檔案》
1. 《全速上升》（2000年远航远航号）
2. 《太阳系文明地图》（2001年霹雳与玫瑰号）
3. 《凯旋》（2001年霹雳与玫瑰号）
4. 《白色链条——最后的遗产》（2001年太阳舞号）
5. 《天梯》（2001年星船伞兵号）
6. 《捕风捉影——谁说他们曾来过？》（2001年星船伞兵号）
7. 《暗夜世家》（2001年夜之翼号）
8. 《神坛下的丘比特》（2002年第一期惊奇档案）
9. 《脸，意味深长》（2002年第二期红色火星号）
10. 《吞食》（2002年第三期猫的摇篮号）
11. 《最伟大的战争》（2002年第四期重力使命号）
12. 《档案组在行动》（2002年第四期重力使命号）
13. 《人与非人》（2002年第五期暗黑星云号）
14. 《比空气轻的梦2002年第六期入夏之门号）
15. 《侠客行》（2002年第六期入夏之门号）
16. 《我与催眠者》（2002年第七期星空归来号）
17. 《为了最后的心跳》（2002年第八期繁星似尘号）
18. 《一百个为什么不——怀疑论者的颂歌》（2002年第八期繁星似尘号）
19. 《看着我的眼睛》（2002年第九期火星记事号）
20. 《我知道你明天干了什么》（2002年第九期火星记事号）
21. 《失踪的人们》（2002年第十期月亮金属号）
22. 《尊姓大名》（2002年第十期月亮金属号）
23. 《代罪之猫》（2002年第十一期自动钢琴号）
24. 《被背叛的遗嘱》（2002年第十一期自动钢琴号）
25. 《看不见的手》（2002年第十二期时间机器号）
26. 《有些事情不该知道》（2003年第一期异星黎明号）
27. 《痛，并活着》（2003年第一期异星黎明号）
28. 《技术魔法大比拼》（2003年第二期泰坦玄冰号）
29. 《镜子与旋梯》（2003年第三期黑暗平衡号）
30. 《英雄之死》（2003年第六期魔法色彩号）
31. 《现场》（2003年第五期钻石透镜号）
32. 《走哪儿说哪儿》（2003年第五期钻石透镜号）
33. 《现场》（2003年第六期魔法色彩号）

## 資料來源
- 科幻網“柳文揚紀念專題 - 柳文揚作品目錄”